# 澳門電台中文頻道
澳門電台中文頻道是澳門電台旗下的一条广播频率。

## 历史沿革
在澳门电台于1933年成立至1981年，澳门电台主要以葡萄牙语播出广播节目，1941年，澳門廣播會（即今澳門廣播電台）成立後，电台开始播出少量粤语节目。1981年6月，电台成立中文频道，以粤语播出。1985年，电台开始全天候播送。

## 外部連結
- 官方网站
- 澳門電台中文頻道的Facebook專頁